# Liste der Vizegouverneure der Nordwest-Territorien
Diese Liste führt die Vizegouverneure (engl. lieutenant governors) der Nordwest-Territorien in Kanada. Diese vertraten das Staatsoberhaupt von 1869 (Kauf von Ruperts Land und des Nordwestlichen Territoriums) bis 1905 (Gründung der Provinzen Alberta und Saskatchewan). Seither vertritt ein Kommissar die Bundesregierung und tritt de facto auch als Vertreter des Monarchen auf. Yukon wurde 1898 von Nordwest-Territorien getrennt und besitzt seither einen eigenen Kommissar.
| Name                       | Amtszeit                            | Titel                                                               |
| -------------------------- | ----------------------------------- | ------------------------------------------------------------------- |
| William McDougall          | 28. September 1869 – 10. Mai 1870   | Vizegouverneur von Ruperts Land und des Nordwestlichen Territoriums |
| Adams George Archibald     | 10. Mai 1870 – 2. Dezember 1872     | Vizegouverneur von Manitoba und der Nordwest-Territorien            |
| Alexander Morris           | 2. Dezember 1872 – 7. Oktober 1876  | Vizegouverneur von Manitoba und der Nordwest-Territorien            |
| David Laird                | 7. Oktober 1876 – 3. Dezember 1881  | Vizegouverneur der Nordwest-Territorien                             |
| Edgar Dewdney              | 3. Dezember 1881 – 1. Juli 1888     | Vizegouverneur der Nordwest-Territorien                             |
| Joseph Royal               | 1. Juli 1888 – 31. Oktober 1893     | Vizegouverneur der Nordwest-Territorien                             |
| Charles Herbert Mackintosh | 31. Oktober 1893 – 30. Mai 1898     | Vizegouverneur der Nordwest-Territorien                             |
| Malcolm Colin Cameron      | 30. Mai 1898 – 26. September 1898   | Vizegouverneur der Nordwest-Territorien                             |
| Amédée Forget              | 4. Oktober 1898 – 1. September 1905 | Vizegouverneur der Nordwest-Territorien                             |